# Удюрма
Удюрма — река в России, протекает в Санчурском районе Кировской области. Устье реки находится в 171 км по правому берегу реки Большая Кокшага. Длина реки составляет 17 км, площадь водосборного бассейна 57,6 км². Уклон реки — 1,6 м/км.
Исток реки находится у деревни Чернышово (Сметанинское сельское поселение) в 14 км к западу от Санчурска близ границы с Республикой Марий Эл. Высота истока — 108,6 м над уровнем моря. Река течёт на восток по безлесой местности, протекает деревни Большая Удюрма, Мельниково, Колотово, Подсевалово, Булдыгино. На реке несколько плотин и запруд. Впадает южнее Санчурска в Санчурское озеро, представляющее собой заболоченный разлив на реке Большая Кокшага. Высота устья — 80,3 м над уровнем моря.
Система водного объекта: Большая Кокшага → Волга → Каспийское море.

## Данные водного реестра
По данным государственного водного реестра России относится к Верхневолжскому бассейновому округу, водохозяйственный участок реки — Волга от Чебоксарского гидроузла до города Казань, без рек Свияга и Цивиль, речной подбассейн реки — Волга от впадения Оки до Куйбышевского водохранилища (без бассейна Суры). Речной бассейн реки — (Верхняя) Волга до Куйбышевского водохранилища (без бассейна Оки).
Код объекта в государственном водном реестре — 08010400712112100000725.